# Jorge Battaglia
Jorge Antonio Battaglia Méndez (Asunción, 1960. május 12. – ) paraguayi válogatott labdarúgókapus. 

## Pályafutása

### Klubcsapatban
1980 és 1986 között a Sol de América csapatában játszott. 1984-ben a Bolívar kapuját védte. 1986-tól 1990-ig az argentin Estudiantes kapusa volt. 1991 és 1997 között a Club Olimpia játékosa volt, melynek tagjaként három bajnoki címet (1993, 1995, 1997) szerzett. 1998-ban a perui Alianza Lima és a kolumbiai Independiente Medellín csapatában védett.

### A válogatottban
1985 és 1996 között 18 alkalommal szerepelt a paraguayi válogatottban. Részt vett az 1986-os világbajnokságon, ahol a Roberto Fernández mögött a második számú kapusnak számított a tornán és egyetlen mérkőzésen sem kapott lehetőséget. Részt vett az 1995-ös Copa Américán is.

## Sikerei, díjai
Club Olimpia
- Paraguayi bajnok (3): 1993, 1995, 1997
- Recopa Sudamericana győztes (1): 1991